# Tatiana Perebiynis
Tatiana Perebiynis (Kharkiv, 15 de Dezembro de 1982) é uma ex-tenista profissional ucraniana.

## Grand Slam finais

### Duplas Mistas: 1 (0-1)
| Resultado | Ano  | Campeonato | Piso  | Parceira    | Oponentes                   | Placar   |
| --------- | ---- | ---------- | ----- | ----------- | --------------------------- | -------- |
| Vice      | 2005 | Wimbledon  | Grama | Paul Hanley | Mary Pierce Mahesh Bhupathi | 4–6, 2–6 |

## WTA finais

### Simples: 1 (0–1)
| Legenda: Antes de 2009  | Legenda: Depois de 2009 |
| ----------------------- | ----------------------- |
| Grand Slam (0/0)        |                         |
| WTA Championships (0/0) |                         |
| Tier I (0/0)            | Premier Mandatory (0/0) |
| Tier II (0/0)           | Premier 5 (0/0)         |
| Tier III (1/0)          | Premier (0/0)           |
| Tier IV & V (0/0)       | International (0/0)     |

| Resultado | N. | Data          | Torneio           | Piso | Oponente     | Placar   |
| Vice      | 1. | 8 Agosto 2004 | Estocolmo, Suécia | Duro | Alicia Molik | 1–6, 1–6 |

### Duplas: 11 (6–5)
| LLegenda: Antes de 2009 | Legenda: Depois de 2009 |
| ----------------------- | ----------------------- |
| Grand Slam (0)          |                         |
| Olimpíadas (0)          |                         |
| WTA Championships (0)   |                         |
| Tier I (0)              | Premier Mandatory (0)   |
| Tier II (2/1)           | Premier 5 (0)           |
| Tier III (3/1)          | Premier (0/0)           |
| Tier IV & V (1/3)       | International (0/0)     |

| Resultado | N. | Data              | Torneio                                          | Piso   | Parceira                   | Oponentes                                     | Placar              |
| Vice      | 1. | 17 Junho 2001     | Tashkent Open, Tashkent, Uzbequistão             | Duro   | Tatiana Poutchek           | Petra Mandula Patricia Wartusch               | 1–6, 4–6            |
| Campeã    | 1. | 16 Junho 2002     | Tashkent Open, Tashkent, Uzbequistão             | Duro   | Tatiana Poutchek           | Mia Buric Galina Fokina                       | 7–5, 6–2            |
| Vice      | 2. | 23 Fevereiro 2003 | Bogota, Colômbia                                 | Saibro | Tina Križan                | Katarina Srebotnik Åsa Svensson               | 2–6, 1–6            |
| Vice      | 3. | 14 Abril 2003     | Budapest Grand Prix, Budapeste, Hungria          | Saibro | Conchita Martínez          | Petra Mandula Elena Tatarkova                 | 3-6, 1-6            |
| Campeã    | 2. | 28 Julho 2003     | Idea Prokom Open, Sopot, Polônia                 | Saibro | Silvija Talaja             | Maret Ani & Libuše Průšová                    | 6–4, 6–2            |
| Vice      | 4. | 4 Agosto 2003     | Nordea Nordic Light Open, Helsinki, Finlândia    | Saibro | Silvija Talaja             | Evgenia Kulikovskaya Elena Tatarkova          | 2-6, 4-6            |
| WCampeã   | 3. | 21-Fevereiro-2005 | Abierto Mexicano Telcel, Acapulco, México        | Saibro | Alina Jidkova              | Rosa Maria Andres Rodriguez Conchita Martinez | 7-5 6-3             |
| Campeã    | 4. | 1 Maio 2005       | Warsaw Open, Varsóvia, Polônia                   | Saibro | Barbora Záhlavová-Strýcová | Klaudia Jans Alicja Rosolska                  | 6–1, 6–4            |
| Campeã    | 5. | 30 Abril 2007     | Warsaw Open, Varsóvia, Polônia                   | Saibro | Vera Dushevina             | Elena Likhovtseva Elena Vesnina               | 7–5, 3–6, [10–2]    |
| Vice      | 5. | 11 Janeiro 2008   | Medibank International Sydney, Sydney, Austrália | Duro   | Tatiana Poutchek           | Zi Yan Jie Zheng                              | 4–6, 6–7(5)         |
| Campeã    | 6. | 24 Maio 2008      | Estrasburgo, França                              | Saibro | Yan Zi                     | Chan Yung-jan Chuang Chia-jung                | 6–4, 6–7(3), [10–6] |